# Колесов, Николай Петрович
Никола́й Петро́вич Ко́лесов (1891—1928) — активный участник Гражданской войны. Член РКП(б) с 1920.

## Биография
Родился в 1891 году на хуторе Желтухино-Ширяйском станицы Иловлинской Второго Донского округа области Войска Донского, ныне Иловлинского района Волгоградской области. Участник Первой мировой войны.
В Красной Армии с 1918. В Гражданскую войну командовал эскадроном в 1-м Иловлинском казачьем кавалерийском полку, которым командовал его старший брат Иван Петрович Колесов. Во время знаменитого рейда Особой кавалерийской дивизии Будённого, временно замещавшего Думенко, полк влился в её состав. Впоследствии И. П. Колесов был назначен командиром 3-й бригады 6-й кавалерийской дивизии 1-й Конной армии, а Н. П. Колесов — его помощником, а затем и командиром бригады. Приказом РВСР № 41 от 5 февраля 1921 года «за разумную инициативу и неоднократно проявленную им в боях храбрость и героизм» в должности помкомбрига-3 он был награждён орденом Красного Знамени. Вторым орденом Красного Знамени комбриг-3 6-й Чонгарской кавалерийской дивизии Н. П. Колесов был награждён Приказом РВСР № 162 от 11 мая 1921 года. В приказе говорилось: «В боях на белопольском фронте, а также против Врангеля, находясь в первых рядах вверенной ему части, неизменно вел таковую к победе и блестяще выполнял поставленные ему боевые задачи».
В 1921 году старший брат Николая Колесова Иван поднял мятеж против Советской власти.
Н. П. Колесов был направлен в ДВР, командовал 3-м Забайкальским кавалерийским полком, участвовал в разгроме белогвардейцев и интервентов в Приморье. Отличился во время Приморской операции в бою под селом Лучки 14 октября 1922 года, в ходе которого противнику были нанесены большие потери, взято много пленных, захвачены 2 орудия, пулемёты и обоз. Приказом РВС СССР № 82 от 31 марта 1924 года за этот бой он был награждён третьим орденом Красного Знамени. Затем командовал отдельной Дальневосточной кавалерийской бригадой, 87-м кавалерийским полком, 1-й бригадой 12-й кавалерийской дивизии.
Умер 10 июня 1928 года.

## Награды
- Три ордена Красного Знамени (5.02.1921[2][3], № 27/2[6] от 11.05.1921[2][3], № 22/3[6] от 31.03.1924[2][3])